# حسين عبد الله مرعي
الشيخ حسين عبد الله مرعي، عالم دين شيعي، برز اسمه في تسعينيات القرن الماضي في الحوزات العلمية عند الشيعة في لبنان كأستاذ ومؤلف في العلوم الإسلامية.
توفي في ربيع العمر أثناء تأدية فريضة الحج في العام 1421هجرية.

## نشأته ودراسته
وُلد في ليلة عيد الفطر من سنة 1966م في بلدة كفرا العاملية في الجنوب اللبناني، تابع دراسته الأولى وتخصص في الكهرباء وقد حاز الشهادة المهنية الرسمية في العام 1983. 

بعدها ترك مجال الكهرباء وتابع دراساته الدينية، وقد كان من أبرز طلاب "المعهد الشرعي الإسلامي"، أثناء دراسته الحوزوية، كان له العديد من التقريرات لدروس أستاذته التي لفتت أنظارهم إليه وكانت محط إعجابهم. بعدها ذاع صيته في الحوزة العلمية في لبنان، فدرّس الفقه والأصول وعلم الرجال والدراية وغيرها.

## مؤلفاته
بالإضافة إلى التدريس عمل على كتابة العديد من المؤلفات التي لاقت رواجا عند طلاب الحوزات الشيعية ومنها:
- جامع الأحكام في الحلال والحرام طبقاً لآرآء المراجع العظام.
- القاموس الفقهي
- جامع المناسك، ألَّفه بالاشتراك مع الشيخ إسماعيل حريري.
- خلاصة الأصول، ألَّفه بالاشتراك مع الشيخ إسماعيل حريري.
- منتهى المقال في الدراية والرجال.
- أسرار الأسماء لفاطمة الزهراء.
- كرامات الزهراء.

## وفاته
كما عرفه تلامذته، كان فصيح اللسان، قوية الحجة والبرهان، دائم الابتسام، صابرا ومتواضعا وقد توفي وهو في ثوب الإحرام ليلة الجمعة في صعيد عرفة، ليلة عيد الأضحى من العام 1421 هجرية.

## وصلات خارجية
مدونة الشيخ حسين مرعي على النت